# Jurjakha
Jurjakha (russisk: Юръяха, tr. Jurjakha) er en flod i Republikken Komi i Rusland. Den er en højre biflod til Laja i Petjoras flodsystem. Jurjakha er 185 km lang, har et afvandingsareal på 3.180 km² og en middelvandføring på 196 m³/sek.
Jurjakha har sit udspring på Bolsjezemelskaja Tundraen og løber i østlig retning til udløbet i Laja.